# كريستيان تشافيز
خوسيه كريستيان تشافيز غارزا (بالإسبانية: José Christian Chávez Garza)يُنطق بالإسبانية: [xoˈse ˈkɾistjan ˈtʃaβes ˈɣaɾsa]النطق الإسباني: [xoˈse ˈkɾistjan ˈtʃaβes ˈɣaɾsa] ; (مواليد 7 أغسطس 1983) هو مغني وممثل مكسيكي. هو معروف بدوره كجوفاني مينديز لوبيز في مسلسل المتمرد (Rebelde).|وكذلك كونه عضوًا في فرقة البوب اللاتيني الشهيرة أر بي دي.